# Gonzalo Piermarteri
Gonzalo Agustín Piermarteri (Córdoba Capital, Provincia de Córdoba, Argentina, 6 de mayo de 1995) es un futbolista argentino. Juega de volante por derecha y su primer equipo fue Instituto de Córdoba.

## Trayectoria
Considerado una de los jugadores de Instituto de Córdoba con más proyección de su clase, en mayo de 2014 pasó al Rangers de Chile, pero tres meses después fue fichado por el Catania de Italia.
Permaneció tres temporadas en club italiano, pero, debido a los problemas económicos que atravesaba, decidió rescindir su contrato y regresar a su país. Hubo un intento por parte de Brown de Madryn y de Racing de Córdoba para ficharlo, pero finalmente ello no ocurrió. 
Tras casi dos años de inactividad, volvió a Italia en marzo de 2019 para unirse al Cuneo 1905 de la Terza Categoria. Sin embargo en enero del año siguiente firmó un contrato con el club Agrario de Corralito del Torneo Regional Federal Amateur de Argentina.

### Clubes
| Club                 | País      | Año       |
| -------------------- | --------- | --------- |
| Instituto de Córdoba | Argentina | 2012-2014 |
| Rangers              | Chile     | 2014      |
| Catania              | Italia    | 2014-2017 |
| Cuneo 1905           | Italia    | 2019      |
| Agrario de Corralito | Argentina | 2020      |